# Corbione
Corbione, Corbium in Latino, era un'antica città del Lazio antico.

## Storia
Nel 496 a.C., poco prima della Battaglia del Lago Regillo, fu conquistata dai Latini che vi scacciarono la guarnigione di soldati romani..
Nel 489 a.C. fu una delle città attaccate dai Volsci condotti da Gneo Marcio Coriolano; saputo dei precedenti attacchi alle città di Tolerium, Bola e Labicum, conclusisi con la presa della città, e la messa in schiavitù degli uomini, gli abitanti di Corbione si arresero a Coriolano senza combattere.
Divenne parte del bottino di Roma quando, nel 458 a.C. gli Equi guidati da Gracco Clelio, dopo un inizio favorevole, furono sconfitti dalle legioni romane comandate da Lucio Quinzio Cincinnato nella battaglia del Monte Algido. Le condizioni della pace dettate da Cincinnato, che operava in qualità di dittatore, prevedevano infatti la consegna dei comandanti da tradurre in catene a Roma, la liberazione dei combattenti nemici con passaggio sotto il giogo e, appunto, la consegna dell'"oppidum Corbione".
Durante il consolato di Gaio Orazio Pulvillo e Quinto Minucio Esquilino Augurino, l'anno successivo, la piazzaforte fu però riconquistata dagli Equi, il presidio romano fu distrutto in un assalto notturno. La notizia fece fermare la discussione della Lex Terentilia per l'ennesima volta. Le legioni affidate al console Orazio, subito inviato alla riscossa si scontrarono con gli Equi e, sconfiggendoli, ripresero Corbione a anche Ortona. La piazzaforte di Corbione, per aver consegnato il presidio romano, fu distrutta.
Molto probabilmente questa distruzione non fu in effetti così completa perché qualche anno dopo Corbione ritornò agli onori delle cronache.
Superata la sfortunata parentesi dei Decemviri i romani, il cui esercito si era lasciato andare a qualcosa di simile ad uno sciopero bianco combattendo con pochissimo ardore o addirittura fuggendo, ripresero le vecchie abitudini belliche. A fare le spese della riconquistata abilità guerresca furono i nemici di quel periodo i Volsci e, naturalmente gli Equi.
Convinti che ormai i soldati romani non avessero più voglia di combattere, nel 446 a.C. gli Equi attaccarono il territorio del Latini (alleati di Roma) arrivando a devastare le campagne vicine alla Porta Esquilina. Tutto il bestiame che era stato preso ai contadini romani fu trascinato dagli Equi alla cittadella di Corbione nei cui pressi organizzarono il loro accampamento.
Dopo qualche giorno arrivò l'esercito di Roma guidato da Tito Quinzio Capitolino Barbato e la battaglia di Corbione infuriò per tutta la giornata. Roma vinse e Corbione ritornò a far parte delle città controllate dall'Urbe sempre più portata ad allargare il territorio.

## Localizzazione
Corbione era una città degli Equi situata alle falde del Monte Algido mentre per un'altra ipotesi si trovava nel sito dell'attuale Rocca Priora.